# Українські енергетичні машини

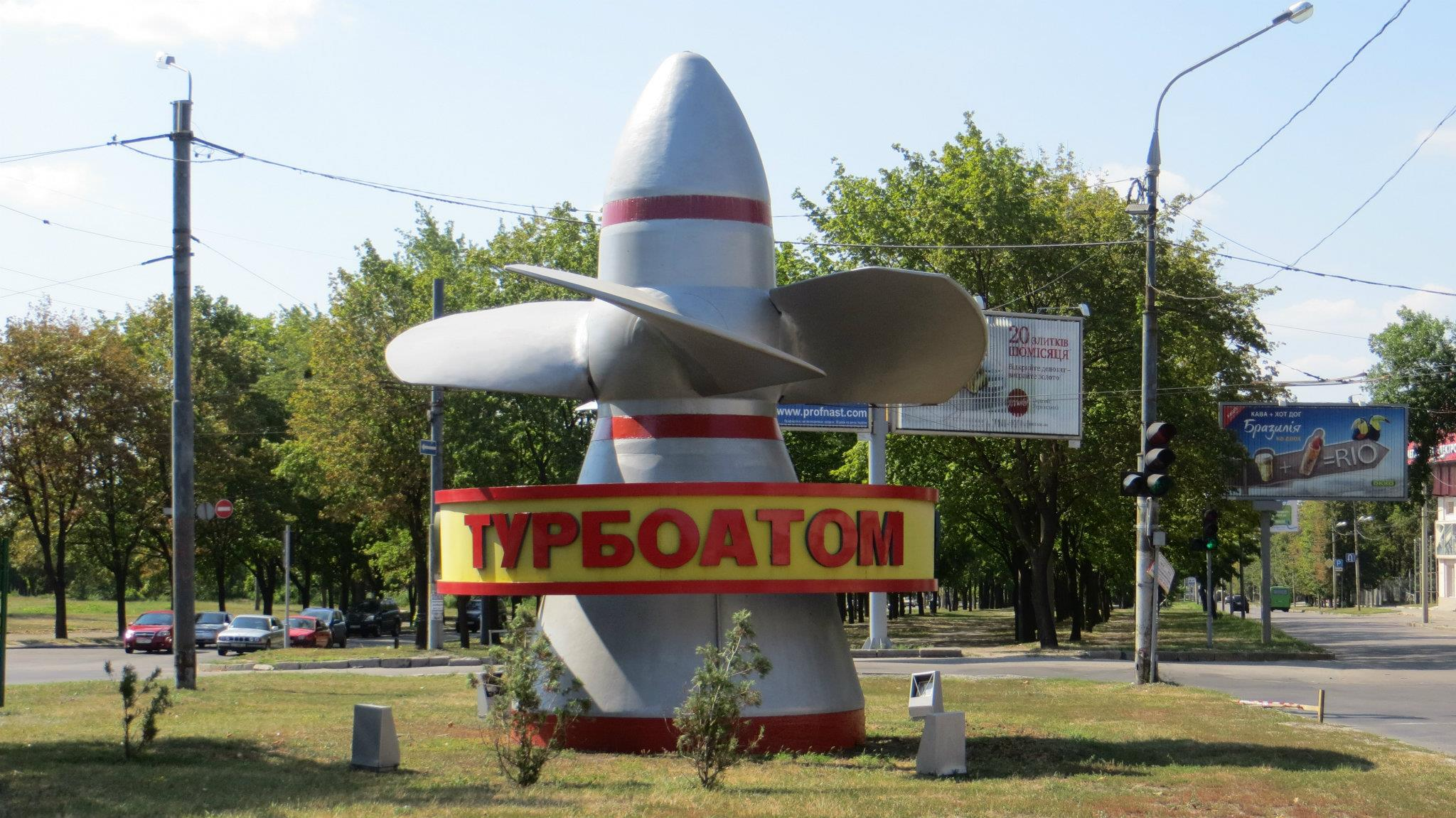
Пам'ятний знак біля заводу.

АТ «Українські енергетичні машини», раніше «Турбоа́том» — українське турбінобудівне підприємство, одне з найбільших у світі. Спеціалізується на виробництві парових турбін для теплових і атомних електростанцій, гідравлічних турбін для гідроелектростанцій і гідроакумулювальних електростанцій, газових турбін для теплових електростанцій.
Здійснює повний цикл виробництва: проєктування, виготовлення, постачання, налагодження та фірмове обслуговування турбінного устаткування для всіх типів електростанцій.

## Власники
75,22 % акцій належали державі Україна і знаходилися в управлінні Кабінету Міністрів України, близько 14 % належить компаніям, афілійованим з «Енергетичним стандартом» підприємця Костянтина Григоришина; решта акцій належить міноритаріям, найбільшим із яких є «Мегабанк».
Станом на грудень 2023 року кінцевим власником заводу були російські компанії, Кабмін розглядав можливість примусового вилучення підприємства на користь України.

## Історія

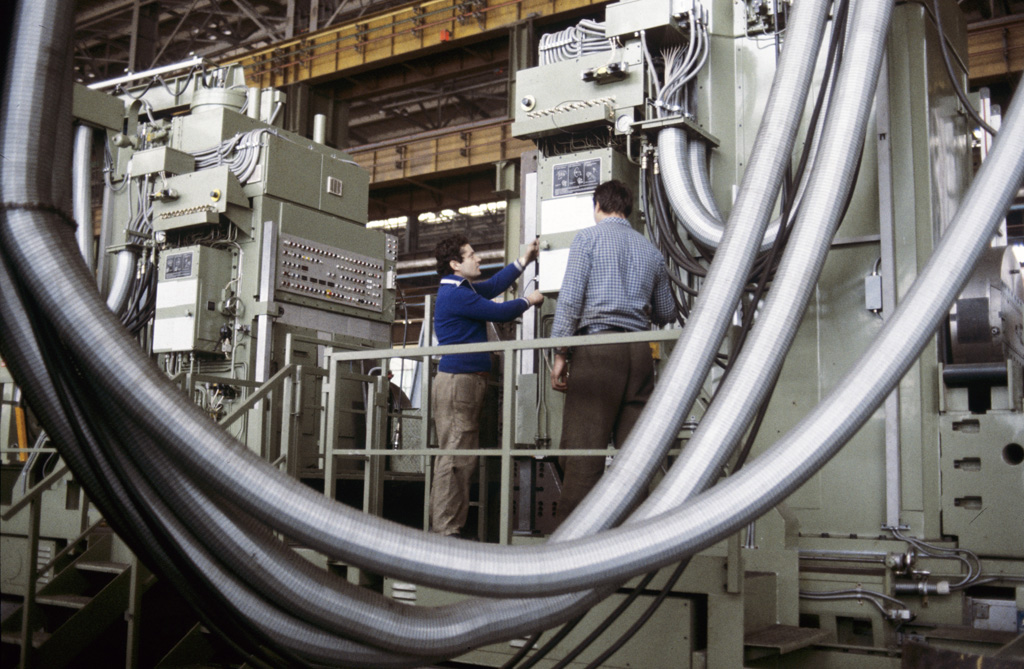
1986 рік. Налаштування нового устаткування.

Будівництво заводу почалось у 1929 році. 1 травня 1932 року було здано в експлуатацію першу чергу турбогенераторного заводу.
У 1932 році було виготовлено перший гідрогенератор для Дзорагетської ГЕС, дизель-генератор для Туркестано-Сибірської магістралі та Цветметзолота, статор для Плюмінстроя, відремонтовані 10 районних електростанцій та 12 турбін загальною потужністю 134 МВт, налагоджено виробництво лопаток для турбін, які до цього поступали з-за кордону.
21 січня 1934 року Харківський турбогенераторний завод (ХТГЗ) було введено в експлуатацію.
У 1935 році із заводського стенда зійшла перша парова турбіна потужністю 50 МВт, а через три роки (26 липня 1938 року) була виготовлена парова турбіна потужністю 100 МВт і генератор до неї.
1940 — початок випуску газових турбін потужністю 1000 кВт.
1941 — устаткування заводу вивезли на схід СРСР, а споруди зруйнували.
1946 — виробництво на заводі відновили.
1948–1962 — серійне виробництво парових турбін потужністю 25 МВт.
1953 — початок виробництва гідравлічних турбін.
1955 — початок виробництва парових турбін потужністю 300 і 500 МВт.
1960 — освоєння виробництва парових турбін для атомної енергетики потужністю 30–36 МВт, 70 МВт.
1970 — серійне виробництво парових турбін для атомної енергетики потужністю 220 і 500 МВт.
1972 — виробництво газової турбіни потужністю 35 МВт.
1980 — початок виробництва серії турбін потужністю 1000 МВт.
1980–1992 — освоєння серійного виробництва газових турбін потужністю 45–60 МВт.
2000–2002 — виготовлення гідротурбін і затворів для Тері ГЕС (Індія).
2003–2004 — виготовлення парових турбін для АЕС «Кайга» і «Раджастан» (Індія) потужністю 240 МВт.
2014–2016 — модернізація (поворотно-лопатевої турбіни для гідроагрегату) Каховської ГЕС.
В 2016 році компанія посіла п'яте місце в рейтингу найінноваційніших компаній України за версією сайту forbes.net.ua.
В планах: в співпраці з «Westinghouse» модернізувати турбіни українських АЕС та спільно з «Holtec» виготовляти контейнери для радіоактивних відходів роботи станцій.
Наприкінці липня 2018 року спеціалісти підприємства здали замовнику — Мецаморській (Вірменській) атомній електростанції циліндри високого тиску ЦНТ-1.
Станом на 2021 рік виробничі можливості дозволяють випускати на рік парових та гідравлічних турбін загальною розрахунковою потужністю відповідно 8 млн кВт та 2 млн кВт. Виробництво турбін здійснюється за замкненим циклом: від проєктно-конструкторських і науково-дослідних робіт до виготовлення, складання, випробування турбін та відвантаження замовнику.
27 серпня 2021 року на позачергових загальних зборах АТ «Турбоатом» було ухвалене рішення про його перейменування в Акціонерне товариство «Українські енергетичні машини» без зміни юридичної особи.
1 квітня 2022 року під ворожим вогнем росіян опинилися виробничі приміщення «Турбоатому» та Харківського електромеханічного заводу (ХЕМЗ).
18 квітня 2024 року наглядова рада АТ «Українські енергетичні машини» ухвалила рішення про створення філій у Львівській, Закарпатській і Чернівецькій областях.

## Перелік продукції
- Парові турбіни конденсаційні та теплофікаційні для ТЕС, ТЕЦ потужністю від 1 МВт до 550 МВт;
- парові турбіни для АЕС потужністю від 200 МВт до 1100 МВт;
- газові турбіни енергетичні автономні та для ПГУ потужністю 45 МВт та 115 МВт;
- гідравлічні турбіни різноманітних типів потужністю від 5 МВт до 615 МВт для ГЕС та оборотні гідромашини потужністю від 40 МВт до 400 МВт для ГАЕС;
- гідравлічні затвори дискові та кульові;
- гідравлічні турбіни для мікро-ГЕС, міні-ГЕС та малих ГЕС потужністю від 5 кВт до 25 МВт;
- теплообмінне обладнання (конденсатори турбін, підігрівачі низького тиску, підігрівачі мережної води);
- допоміжне обладнання машинного залу, регенеративні газо- та повітронагрівачі, ежектори, мастило-охолоджувачі, тяго-нагнітальні машини, димосмоки, ексгаустери, млини кульові та інше.

## Ринки збуту
Турбіни виробництва АТ «Турбоатом» успішно працюють на електростанціях більш ніж 45 країн Європи, Азії, Америки та Африки. Понад 260 парових турбін сумарною потужністю понад 60 млн кВт виготовлено для теплових електростанцій, з них 55 турбін для 16 ТЕС далекого закордоння. Для 24 АЕС виготовлено 169 турбін загальною потужністю понад 60 млн кВт, з них 40 турбін для 7 АЕС далекого закордоння. Турбоатом поставив 13 % турбін для АЕС від загальних обсягів постачань на світовому ринку турбін АЕС і посідає за цим показником 4-е місце серед турбобудівних фірм світу.